# Чапан

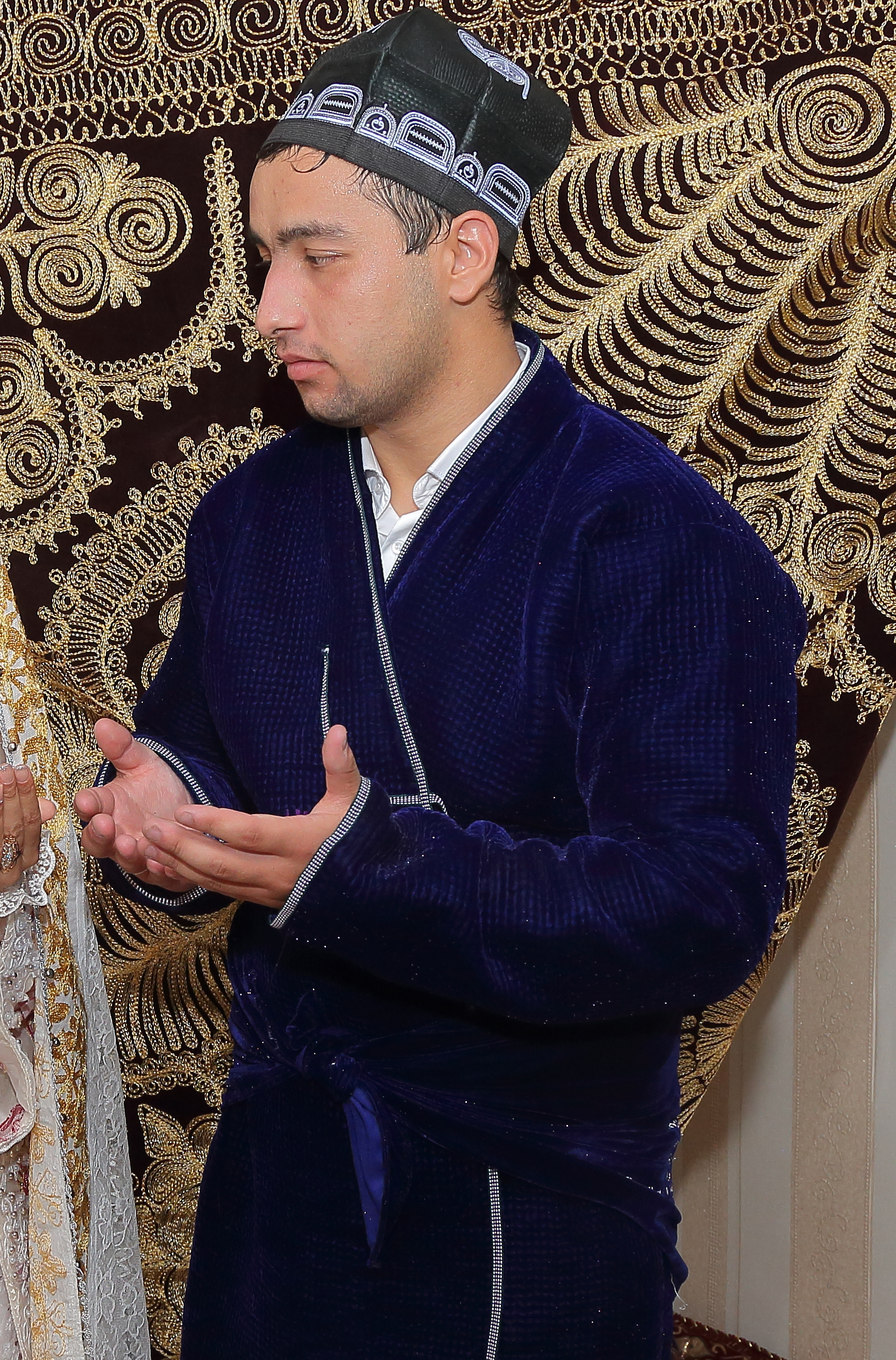
Мужчина в узбекском чапане и тюбитейке

Чапа́н — традиционная верхняя одежда народов Центральной Азии, включая узбеков, таджиков, казахов и киргизов. Особенно широко распространён в Узбекистане, где является важной частью национального костюма и символом уважения.
Сегодня чапан остаётся популярным в Узбекистане как часть национального костюма. Дизайнеры внедряют элементы чапана в современные коллекции. Также чапаны экспортируются как сувениры.

## Описание
Чапан — это длинная накидка с рукавами, которую надевают поверх одежды. Шьётся из плотной ткани, часто с утеплённой подкладкой из хлопка или шёлка. Декорируется традиционными орнаментами, вышивкой золотыми или серебряными нитями. Чапан обычно фиксируется с помощью пояса (белбоғ).
Чапан появился ещё в раннем средневековье, когда по Шёлковому пути шли торговцы и воины. Он служил защитой от холода и пыли. В средние века богато украшенные чапаны стали отличительной одеждой знати и духовенства.
Чапан часто путают с халатом, но между ними есть различия. Халат в Узбекистане — это лёгкая одежда для дома или улицы, тогда как чапан — верхняя одежда статусного характера. В Узбекистане чапан часто дарят как знак уважения. Это традиционный подарок на свадьбах, праздниках и при встрече почётных гостей. Обряд дарения чапана (чапан киязиш) символизирует признание заслуг и высокого статуса человека.

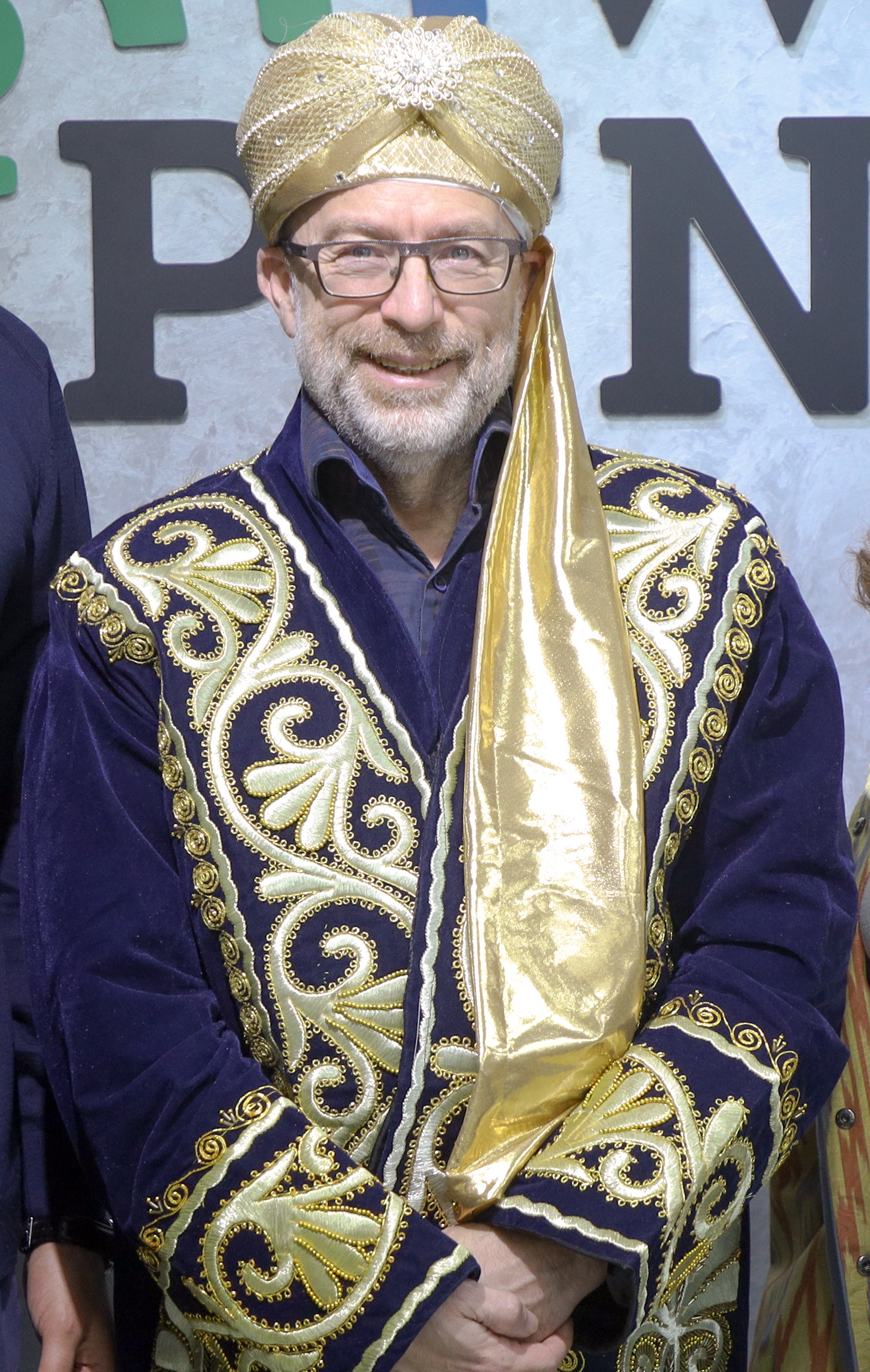
Джимми Уэйлс в праздничном узбекском чапане

### Разновидности
Существует несколько типов чапанов:
- Зимний чапан — с толстой ватной подкладкой.
- Летний чапан — из лёгкой ткани.
- Праздничный чапан — богато украшен золотой или серебряной вышивкой[5].